# Trigonostemon birmanicus
Trigonostemon birmanicus là một loài thực vật có hoa trong họ Đại kích. Loài này được Chakrab. & N.P.Balakr. miêu tả khoa học đầu tiên năm 1984.